# Elecciones municipales de 2023 en la provincia de Soria
Las elecciones municipales de 2023 en la provincia de Soria se celebraron el día 28 de mayo.

## Resultados en número de alcaldes
Estos resultados corresponden a la votación tras las elecciones y podrían variar durante la investidura por los pactos de alternancia.
| Partido | Alcaldes salientes | Alcaldes electos | Diferencia                  |
| PP      | 108a               |                  | Crecimiento · Decrecimiento |
| PSOE    | 62                 |                  | Crecimiento · Decrecimiento |
| Cs      | 4                  |                  | Crecimiento · Decrecimiento |
| PODEMOS | 2                  |                  | Crecimiento · Decrecimiento |
| Otros   | 7                  |                  | Crecimiento · Decrecimiento |
| ------- | ------------------ | ---------------- | --------------------------- |

a Se han incluido los alcaldes salientes del PPSO, debido a la integración de ambos partidos.

## Alcaldes salientes y alcaldes electos en municipios de más de 500 habitantes
Estos resultados corresponden a la votación tras las elecciones y podrían variar durante la investidura por los pactos de alternancia.
| Municipio                    | Población | Alcalde saliente              | Partido | Alcalde electo o reelecto     | Partido |
| Ágreda                       | 2.983     | Jesús Manuel Alonso Jiménez   | PSOE    | Jesús Manuel Alonso Jiménez   | PSOE    |
| Almarza                      | 612       | María Ascensión Pérez Gómez   | PPSO    | María Ascensión Pérez Gómez   | PP      |
| Almazán                      | 5.438     | Jesús María Cedazo            | PSOE    | Jesús María Cedazo            | PSOE    |
| Arcos de Jalón               | 1.507     | José Antonio Peregrina Molina | PP      | José Antonio Peregrina Molina | PP      |
| Berlanga de Duero            | 870       | Enrique Rubio Romero          | PP      | Enrique Rubio Romero          | PP      |
| Burgo de Osma-Ciudad de Osma | 5.023     | Antonio Pardo Capilla         | PP      | Antonio Pardo Capilla         | PP      |
| Covaleda                     | 1.601     | José Llorente Alonso          | PSOE    | José Llorente Alonso          | PSOE    |
| Duruelo de la Sierra         | 1.063     | Alberto Abad                  | PSOE    | María Cristina Rubio          | PP      |
| Garray                       | 759       |                               |         |                               |         |
| Golmayo                      | 2.893     | Benito Serrano                | PP      | Benito Serrano                | PP      |
| Langa de Duero               | 706       |                               |         |                               |         |
| Medinaceli                   | 658       |                               |         |                               |         |
| Navaleno                     | 745       |                               |         |                               |         |
| Ólvega                       | 3.673     | Elia Jiménez                  | PP      | Elia Jiménez                  | PP      |
| Quintana Redonda             | 503       |                               |         |                               |         |
| San Esteban de Gormaz        | 2.910     | María Luisa Aguilera Sastre   | PSOE    | Daniel García Martínez        | PP      |
| San Leonardo                 | 2.037     |                               |         |                               |         |
| San Pedro Manrique           | 643       |                               |         |                               |         |
| Soria                        | 39.450    | Carlos Martínez Mínguez       | PSOE    | Carlos Martínez Mínguez       | PSOE    |
| Vinuesa                      | 840       |                               |         |                               |         |
| ---------------------------- | --------- | ----------------------------- | ------- | ----------------------------- | ------- |

## Resultados en los municipios de más de 500 habitantes

### Ágreda
- 11 concejales a elegir[5]
- Alcalde saliente: Jesús Manuel Alonso Jiménez - PSOE
- Alcalde electo: Jesús Manuel Alonso Jiménez - PSOE

| Jesús Manuel Alonso Jiménez | Jesús Manuel Alonso Jiménez | PSOE         | 892   | 53,47% | 6                                             | 1                                             |  |  |
| José Luis Campos Cabrejas   | José Luis Campos Cabrejas   | PP           | 416   | 24,94% | 3                                             | 2                                             |  |  |
| Néstor Palacios Delgado     | Néstor Palacios Delgado     | VOX          | 341   | 20,44% | 2                                             | 2                                             |  |  |
|                             |                             |              |       |        |                                               |                                               |  |  |
| Censo                       | Censo                       | Censo        | 2.258 | 100%   | Concejales electos: PSOE = 6; PP = 3; VOX = 2 | Concejales electos: PSOE = 6; PP = 3; VOX = 2 |  |  |
| Abstención                  | Abstención                  | Abstención   | 568   | 25,15% | Concejales electos: PSOE = 6; PP = 3; VOX = 2 | Concejales electos: PSOE = 6; PP = 3; VOX = 2 |  |  |
| Participación               | Total                       | Total        | 1.690 | 74,84% | Concejales electos: PSOE = 6; PP = 3; VOX = 2 | Concejales electos: PSOE = 6; PP = 3; VOX = 2 |  |  |
| Participación               | Nulos                       | Nulos        | 22    | 1,30%  | Concejales electos: PSOE = 6; PP = 3; VOX = 2 | Concejales electos: PSOE = 6; PP = 3; VOX = 2 |  |  |
| Participación               | Válidos                     | Total        | 1.668 | 98,69% | Concejales electos: PSOE = 6; PP = 3; VOX = 2 | Concejales electos: PSOE = 6; PP = 3; VOX = 2 |  |  |
| Participación               | Válidos                     | Candidaturas | 1.649 | 98,86% | Concejales electos: PSOE = 6; PP = 3; VOX = 2 | Concejales electos: PSOE = 6; PP = 3; VOX = 2 |  |  |
| Participación               | Válidos                     | Blancos      | 19    | 1,13%  | Concejales electos: PSOE = 6; PP = 3; VOX = 2 | Concejales electos: PSOE = 6; PP = 3; VOX = 2 |  |  |

### Almarza
- 7 concejales a elegir[7]
- Alcalde saliente: María Ascensión Pérez Gómez - PPSO
- Alcalde electo: María Ascensión Pérez Gómez - PP

| María Ascensión Pérez Gómez | María Ascensión Pérez Gómez | PP           | 272 | 63,55% | 5                                    | 0                                    |  |  |
| Fernando Postigo Mariscal   | Fernando Postigo Mariscal   | PSOE         | 133 | 31,07% | 2                                    | 0                                    |  |  |
| Ricardo García Gaitán       | Ricardo García Gaitán       | VOX          | 17  | 3,97%  | 0                                    | 0                                    |  |  |
|                             |                             |              |     |        |                                      |                                      |  |  |
| Censo                       | Censo                       | Censo        | 528 | 100%   | Concejales electos: PP = 5; PSOE = 2 | Concejales electos: PP = 5; PSOE = 2 |  |  |
| Abstención                  | Abstención                  | Abstención   | 92  | 17,42% | Concejales electos: PP = 5; PSOE = 2 | Concejales electos: PP = 5; PSOE = 2 |  |  |
| Participación               | Total                       | Total        | 436 | 82,57% | Concejales electos: PP = 5; PSOE = 2 | Concejales electos: PP = 5; PSOE = 2 |  |  |
| Participación               | Nulos                       | Nulos        | 8   | 1,83%  | Concejales electos: PP = 5; PSOE = 2 | Concejales electos: PP = 5; PSOE = 2 |  |  |
| Participación               | Válidos                     | Total        | 428 | 98,16% | Concejales electos: PP = 5; PSOE = 2 | Concejales electos: PP = 5; PSOE = 2 |  |  |
| Participación               | Válidos                     | Candidaturas | 422 | 98,59% | Concejales electos: PP = 5; PSOE = 2 | Concejales electos: PP = 5; PSOE = 2 |  |  |
| Participación               | Válidos                     | Blancos      | 6   | 1,40%  | Concejales electos: PP = 5; PSOE = 2 | Concejales electos: PP = 5; PSOE = 2 |  |  |

## Elección de la Diputación Provincial
De acuerdo con el Título V de la Ley Orgánica 5/1985, de 19 de junio, del Régimen Electoral General los diputados provinciales son electos indirectamente por los concejales. Por la población de la provincia, la Diputación de Soria está integrada por 25 diputados.
Actúan como circunscripciones electorales para la elección de diputados los Partidos Judiciales existentes en 1979, y a cada Partido Judicial le corresponde elegir el siguiente número de diputados:
| Partido Judicial             | Diputados a elegir |
| Almazán                      | 5                  |
| Burgo de Osma-Ciudad de Osma | 5                  |
| Soria                        | 15                 |
| ---------------------------- | ------------------ |

### Resultados globales
| Lista | Votos | Diputados | Variación                   |
| PSOE  |       |           | Crecimiento · Decrecimiento |
| PP    |       |           | Crecimiento · Decrecimiento |
| VOX   |       |           | Crecimiento · Decrecimiento |
| ----- | ----- | --------- | --------------------------- |

### Resultados por partido judicial
- Almazán

| Lista | Votos | Diputados | Variación                   |
| PSOE  |       |           | Crecimiento · Decrecimiento |
| PP    |       |           | Crecimiento · Decrecimiento |
| ----- | ----- | --------- | --------------------------- |

- Burgo de Osma-Ciudad de Osma

| Lista | Votos | Diputados | Variación                   |
| PSOE  |       |           | Crecimiento · Decrecimiento |
| PP    |       |           | Crecimiento · Decrecimiento |
| ----- | ----- | --------- | --------------------------- |

- Soria

| Lista | Votos | Diputados | Variación                   |
| PSOE  |       |           | Crecimiento · Decrecimiento |
| PP    |       |           | Crecimiento · Decrecimiento |
| VOX   |       |           | Crecimiento · Decrecimiento |
| ----- | ----- | --------- | --------------------------- |

- Datos: Q118928286

1. ↑  https://www.lamoncloa.gob.es/serviciosdeprensa/notasprensa/interior/paginas/2023/040423-elecciones-locales-2023-web-logo.aspx
2. ↑  «Información de Concejales 2019» (XLS). Portal de Entidades Locales. 2019. Consultado el 29 de enero de 2021.
3. ↑  Víctor F. Moreno (23 de febrero de 2023). «El PP de Soria y la PPSO sellan su integración y culminan la unión del centro derecha». Heraldo - Diario de Soria. Consultado el 30 de mayo de 2023.
4. ↑  «Población en la provincia de Soria en 2022».
5. ↑  «Resultados elecciones municipales de 2023 en Ágreda».
6. 1 2  «Candidaturas elecciones municipales de 2023 en la provincia Soria».
7. ↑  «Resultados elecciones municipales de 2023 en Almarza».
8. ↑  TÍTULO V Disposiciones Especiales para la Elección de Diputados Provinciales